# Ourkarakh
Ourkarakh (en russe: Уркара́х, en darguine: Уркухъла, Ourkoukhla) est un village du Daguestan dans le Caucase (fédération de Russie) avec 4 384 habitants en 2010.

## Géographie
Le village se trouve à 90 km à vol d'oiseau au sud de la capitale Makhatchkala dans la partie orientale du Grand Caucase.
Ourkarakh est le centre administratif du raïon de Dakhadaïev et le siège du conseil rural d'Ourkarakh. Le village de Novi Ourkarakh est rattaché à la municipalité. Ourkarakh est peuplé majoritairement de Darguines.

## Histoire
Le village, connu depuis le Moyen Âge, était la capitale d'une principauté locale de Kaïtaks (les Kaïtaks, également connus sous le nom de Kaïtags, sont un sous-groupe des Darguines) jusqu'à la fondation en 1581 de Madjalis situé à près de 20 km à l'est. Après l'arrivée de l'Empire russe, Ourkarakh devient au milieu du XIXe siècle le,siège d'une des quatre circonscriptions administratives du district kaïtago-tabassaran (dont le chef-lieu est Madjalis), dans l'oblast du Daguestan formé en 1860.
Le 22 novembre 1928, le village entre dans le nouveau canton d'Ourkarakh dans ce qui est depuis 1921 la république socialiste soviétique autonome du Daguestan. Le 3 juin 1929, le canton devient un raïon qui prend le nom de Dakhadaïev d'après le nom d'un révolutionnaire né en 1882 et mort en 1918. Le 18 octobre 1930, le centre administratif a été déplacé du village initialement nommé Ourari, à 15 km à l'ouest-sud-ouest, à Ourkarakh. 

### Population
| Année | Nombre d'habitants |
| ----- | ------------------ |
| 1897  | 1916               |
| 1939  | 3040               |
| 1959  | 2385               |
| 1970  | 3188               |
| 1979  | 4110               |
| 1989  | 4208               |
| 2002  | 5182               |
| 2010  | 4394               |

## Transports
La route régionale 82K-013 traverse le village et bifurque de la route fédérale R217 Kavkaz (Caucase) (partie de la route européenne 119) à près de 40 km à l'est du village de Mamedkala, traverse Madjalis et continue plus loin dans les montagnes via Koubatchi et Akoucha jusqu'à Levachi. La gare la plus proche sur la ligne Rostov-sur-le-Don – Makhatchkala – Bakou se trouve également à Mamedkala.